# Mihaela și Scufița Roșie
Mihaela și Scufița Roșie este un film românesc din 1986 regizat de Nell Cobar.